# Kramper og Jørgensen
Rud. Kramper & Jørgensen A/S var en dansk virksomheden grundlagt i 1891 af fabrikant Herman Rudolf Christian Kramper (1867-1942). Nogle år efter trådte fabrikant Sofus Jørgensen (1869 - 1946) ind i firmaet som lå på Sønderbrgaden i Horsens, Dengang beskæftigede firmaet 5-6 mand og producerede hovedsageligt landbrugsmaskiner. Firmat vandt en guldmedalje ved industrimessen i London 1902
Senere påbegyndtes motorfabrikationen, der efterhånden udvidedes til at omfatte motorer til et hvert brug og med forskellige former for brændsel som petroleum, benzin og sugegas. Den sidste udvidelse fandt sted i 1916, da aktiekapitalen udvides fra kr. 200.000 kroner til en million og en ny fabriksbygning opførtes i Houmannsgade. Fabrikken havde et areal på 5000 m2, beskæftigede 300 mand. Afsætningsmarkedet var først og fremmest Danmark men resten af verden var også modtagere. Med henblik på virksomhedens interesser i Norge anlagdes i 1906 i Molde en motorfabrik Gideon Motorfabrikk, med fiskerimotorer som speciale og som var under fabrikant Sofus Jørgensens ledelse.

## Bilen Gideon
I 1913 begyndte firmaet automobilfabrikation. Køretøjet blev kaldt Gideon, et navn, der havde været benyttet til motorer som firmaet havde produceret siden 1893. I de syv år blev der fremstillet 184 biler: 64 lastbiler, 32 busser, 22 droscher, 10 brandsprøjter, 17 turistbiler, 6 sygebiler og enkelte personbiler som alle var udsty- ret med Rudolf Krampers egne fire cylindrede Gide- on-motorer.
I 1919 leverede Rud Kramper og Jørgensen 33 elektrificerede postbiler af typen Elektro-mobil med fransk motor, til Postvæsenet i København.
Karrosserierne leveredes af N. Fogt's Værksted Horsens Vognfabrik.
Ingen andre danske automobilfabrikanter nåede Gideons produktionstal.
I dag findes kun to eksemplarer af den horsensianske Gideon Automobil: Brandbilen på Danmarks Industrimuseum i Horsens og den gamle Horsensprøjte i Gentofte

## Konkurs og reorganisering
I 1921 måtte virksomheden lukke som følge af økonomiske vanskeligheder. Virksomheden blev siden reorganiseret under navnet Rud. Kramper & company og Rudolf Kramper fortsatte en mindre produktion af motorer og værktøjsmaskiner. Efter faderens død i 1942 fortsatte datteren Edith Kramper virksomheden frem til midten af 1980'erne. I dag drives virksomheden dog uden for familien Kramper.